# 하와이주도 제93호선
하와이주도 제93호선(Hawaii Route 93)은 하와이주 오아후섬의 카폴레이를 출발하여, 카에나 포인트 주립공원을 지나 오하우섬 북서부에 자리잡고 있는 마카하까지 이어주는 총연장 19.524 마일의 거리를 이루는 하와이주도이다. 또한 해당 도로는 패링턴 하이웨이의 일부를 이룬다.

## 상세 사항
주간고속도로 H1호선의 종점부와 맞닿아 있는 카폴레이와 코올리나까지의 구간은 왕복 4차선으로 계속 이어지며, 그 뒤로 오하우 서부 지역에 있는 와이아나에와 마카하 지역을 관통하고 있는 왕복 2차선 짜리의 주요 도로인 리워드 코스트라고 가리킨다.